# Cichowola
Cichowola (biał. Ціхаволя; ros. Тиховоля) – agromiasteczko na Białorusi, w obwodzie grodzieńskim, w rejonie świsłockim, w sielsowiecie Dobrowola, na terenie Parku Narodowego „Puszcza Białowieska”.

## Historia
Wieś Cicha Wola leśnictwa białowieskiego w ekonomii grodzieńskiej w drugiej połowie XVII wieku. 
W dwudziestoleciu międzywojennym leżała w Polsce, w województwie białostockim, w powiecie bielskim, w gminie Masiewo.
Według Powszechnego Spisu Ludności z 1921 roku wieś zamieszkiwało 425 osób, wśród których 385 było wyznania prawosławnego, 29 rzymskokatolickiego, a 11 mojżeszowego. Jednocześnie 381 mieszkańców zadeklarowało białoruską przynależność narodową, 33 polską, a 11 żydowską. We wsi było 76 budynków mieszkalnych.